# Jean Prat (linguiste)
Pour les articles homonymes, voir Jean Prat et Prat.
Jean Prat (Tarbes, le 9 novembre 1868 - Langonnet, le 12 janvier 1952) est un missionnaire spiritain. Il est l'auteur d'une théorie sur les liens des langues bantoues  avec la langue latine qui n'a pas été reprise.

## Biographie

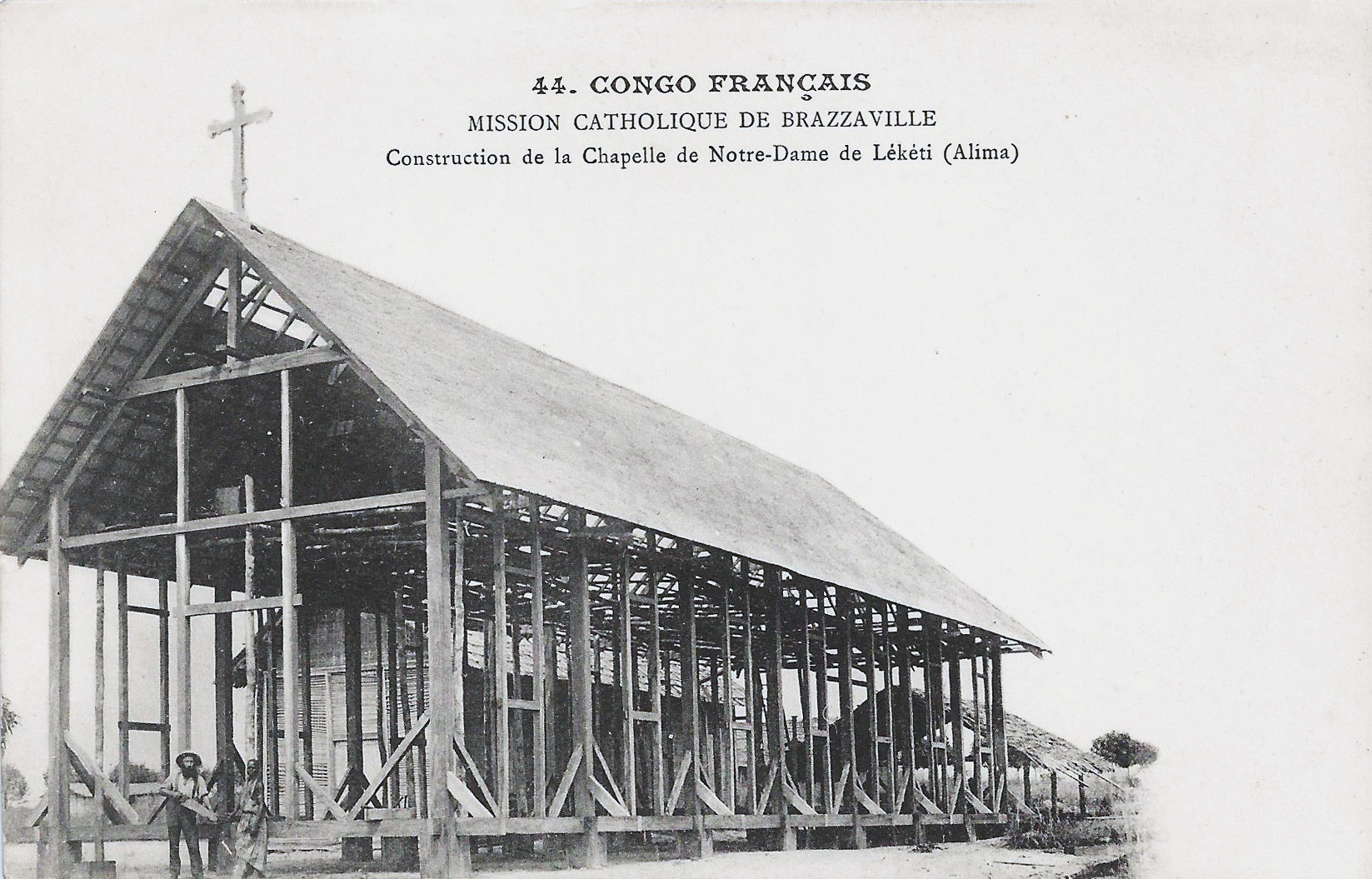
Construction de la chapelle de Notre-Dame de Lékéti, vers 1901.

Son père était cultivateur et dirigeait une exploitation de quelque importance. Après ses études au Petit-séminaire diocésain de Saint-Pé-de-Bigorre, il fit des études philosophie et de théologie au grand séminaire diocésain où il fut ordonné sous-diacre. Il demande son entrée dans la Congrégation du Saint-Esprit en juin 1894. Ordonné prêtre à la maison mère de cette communauté, par l'évêque de Tarbes, le 22 décembre 1894, il fit profession[Quoi ?], le 6 octobre 1895, après avoir une année de noviciat.
Il est envoyé comme missionnaire en Oubangui et travailla de janvier 1896 à juin 1901, à Brazzaville où il eut à s'occuper de l'œuvre des enfants et eut l'initiative de placer les premiers catéchistes dans les villages voisins. Puis il est prêtre successivement de juin 1901 à septembre 1902, à Notre-Dame de Lékéti, de septembre 1902 à avril 1918, à Saint-François-Xavier de Boundji, d'avril 1918 à octobre 1922, de nouveau à Notre-Dame de Lékéti puis à Boundji. À la fin de 1932, il est à Mindouli à sa demande. En 1936, il est à Kibouendé.
À son retour en métropole, en 1937, il est nommé à l'abbaye de Langonnet. De là, il rendit visite à sa famille et la guerre le surprit à Tarbes. Il resta donc parmi les siens jusqu'à ce que les communications fussent rétablies entre le sud et le nord. Il mourut le 12 janvier 1952 à 83 ans.

## Activités de linguistique
Jean Prat laisse un livre dans lequel il essaie de prouver que les langues bantoues sont parentes au latin – il invente le terme langue nitale. Le principe de sa théorie est que les langues bantoues ne prennent que les consonnes à la langue latine et leur adjoignent les voyelles qu'elles veulent. Il affirme ainsi que le swahili mama vient du latin ma(ter) et le mot pour mère en langue fang, nya, viendrait du latin (ge)ni(trix). L'originalité de cette théorie vaut à Jean Prat une mention dans l'encyclopédie Les Fous littéraires d'André Blavier.

## Publications
- Petite grammaire mbochie et dictionnaire. Rivière Alima. Congo Français, Brazzaville, Mission catholique, 1917, XXXVII, 96 p.
- Les Langues nitales : d'où viennent les langues préfixales dites langues bantoues ? Elles viennent de la langue latine., Les Éditions pyrénéennes, 1941